# József Attila-díj
A József Attila-díj a Minisztertanács által 1950-ben alapított, kiemelkedő irodalmi tevékenységért adományozható legmagasabb állami irodalmi díj. A mindenkori kulturális miniszter az érdekelt szakmai szervezetek véleményének meghallgatásával osztja ki. A magyar irodalom legmagasabb szakmai elismerése.

## Története
A József Attila-díj a Baumgarten Alapítvány megszüntetése után a Baumgarten-díj helyét vette át. Eredetileg három fokozatban adták ki; ez a gyakorlat 1977-ben szűnt meg, amikor egységesítették a művészeti díjak összegét. A díjat 1992-ben újjáalapították; az adományozás hatályos rendjét a Nemzeti Kulturális Örökség Minisztériuma egy 1999-es rendelete szabályozza.
1950 és 1990 között április 4-én osztották ki, azóta március 15. az átadás napja. 1992-ig többnyire nyolc, 1992 és 2000 között tíz személyt jutalmaztak, 2001 és 2012 között tizenhármat, 2013-tól pedig évente legfeljebb heten, 2017-től pedig évente legfeljebb nyolcan vehetik át a díjat. 
A József Attila-díjon kívül a kultúráért felelős miniszter által odaítélhető irodalmi középdíjak még a 35 év alatti, jelentős irodalmi alkotásokat létrehozó vagy fiatal korukhoz képest jelentős irodalmi munkássággal rendelkező szerzőknek adományozható Gérecz Attila-díj, valamint a kiemelkedő prózamű megírásáért vagy kiemelkedő prózaírói életműért adományozható Márai Sándor-díj. Drámaírók is megkaphatják továbbá a színházi területen kiemelkedő munkásságot felmutató művészeknek és művészeti szakembereknek adományozható Jászai Mari-díjat, így részben ez is irodalmi díjnak tekinthető. Kásler Miklós, az Emberi Erőforrások Minisztériumának minisztere ezen felül 2019-ben saját hatáskörben megalapította a Herczeg Ferenc-díjat, mely Herczeg Ferenc szellemi és irodalmi örökségét méltóképpen képviselő kiemelkedő fikciós vagy dokumentarista jellegű történeti irodalmi – történetírói, történelmi regény vagy történelmi dráma írói – teljesítmény elismerésére adományozható.
Ezzel együtt már öt, az irodalom területén elért kiemelkedő munkásságért adományozható állami középdíj létezik, melyek érdekessége, hogy mindegyik egyfokozatú, fokozati különbség nincs közöttük, pro forma mindegyik egyenrangú mindegyikkel, és egyik elnyerése sem előfeltétele a másik esetleges későbbi adományozásának. Az utóbbi évek díjadományozási gyakorlatából azonban úgy tűnik, nem olyan ritka a több egyenrangú középdíj egymás utáni adományozása sem ugyanazon szerző részére. Fiatalabb szerzők esetében persze természetes módon fordul elő, hogy előtt Gérecz Attila-díjat, majd pályájuk egy későbbi szakaszában esetleg József Attila-díjat adományoznak a részükre, miként ugyanúgy előfordult, hogy valaki előbb Márai Sándor-díjat, nem sokkal később József Attila-díjat is kapott, vagy éppenséggel fordítva.

## A plakett
A kitüntetett igazoló okiratot, pénzjutalmat és bronzplakettet kap. Utóbbi 1992-ig hetvenöt milliméter átmérőjű, kétoldalas érem volt, amelynek előlapján József Attila jobbra néző portréja és a „JÓZSEF ATTILA 1905–1937”, hátlapján pedig a „JÓZSEF ATTILA DÍJ” felirat volt látható. Az újabb, Vígh Tamás szobrászművész által tervezett plakett egyoldalas, átmérője nyolcvan, vastagsága nyolc milliméter, József Attila domború arcképét ábrázolja, és „JÓZSEF ATTILA DÍJ” felirattal van ellátva.

## Kitüntetettek

### A 2025-ös kitüntetettek[1]
- Aniszi Kálmán író,
- Biernaczky Szilárd költő, műfordító, könyvszerkesztő, az Eötvös Loránd Tudományegyetem Bölcsészettudományi Kar megbízott szenior előadója,
- Bobory Zoltán költő, író, szerkesztő,
- Egyed Emese irodalomtörténész, költő, a Babeş–Bolyai Tudományegyetem egyetemi tanára,
- Jenei Gyula költő, író, az Eső folyóirat szerkesztője,
- Kürti László író, költő, a Vörös Postakocsi irodalmi folyóirat szerkesztője,
- Oláh András költő, író, a Partium folyóirat szerkesztője, a Képes Géza Általános Iskola tanára,
- Zsuffa Tünde író, az Esztergom–Budapesti Főegyházmegye sajtószóvivője.

### A 2024-es kitüntetettek[2]
- Bálint Tamás költő, író, lapszerkesztő;
- Bánki Éva író, költő, irodalomtörténész, a Károli Gáspár Református Egyetem egyetemi docense;
- Goretity József irodalomtörténész, műfordító, a Debreceni Egyetem habilitált egyetemi docense;
- Hafner Zoltán irodalomtörténész, szerkesztő, az Evangélikus Országos Gyűjtemény tudományos munkatársa;
- Kötter Tamás író;
- Mirtse Zsuzsa író, költő, szerkesztő;
- Szávai Géza író, műfordító, kritikus, a PONT kiadó főszerkesztője;
- Vincze Ferenc szépíró, a Szépirodalmi Figyelő főszerkesztője, az Eötvös Loránd Tudományegyetem és a Bécsi Egyetem egyetemi adjunktusa.

### A 2023-as kitüntetettek[3]
- Babus Antal író, irodalomtörténész, a Magyar Tudományos Akadémia Könyvtár és Információs Központ, Kézirattár és Régi Könyvek Gyűjteményének osztályvezetője,
- Bene Zoltán író, az Irodalmi Jelen próza rovatvezetője és a Szeged várostörténeti és kulturális folyóirat főszerkesztője,
- Kántás Balázs irodalomtörténész, a Magyar Nemzeti Levéltár történész-főlevéltárosa,
- Király Farkas költő, író, műfordító, az Országút Lapkiadó Nonprofit Kft. főszerkesztő- helyettese,
- Lőrincz P. Gabriella költő, író, irodalomtörténész, az Előretolt Helyőrség Íróakadémia oktatója,
- Sturm László irodalomtörténész, kritikus, az Eötvös Loránd Tudományegyetem egyetemi docense,
- Szilágyi-Nagy Ildikó Julianna író, az Előretolt Helyőrség Íróakadémia oktatója,
- Weiner Sennyey Tibor költő, író.

### A 2022-es kitüntetettek[4]
- Gáspár Ferenc író, újságíró, szerkesztő, a Coldwell Könyvek Bt. ügyvezetője,
- Halmai Tamás költő, esszéista, szabadfoglalkozású irodalmár,
- Hodossy Gyula, költő, író, szerkesztő, a Lilium Aurum Könyv- és Lapkiadó Dunaszerdahely igazgatója,
- Horváth László Imre költő, író, szerkesztő, a Kanizsay Dorottya Egészségügyi szakközépiskola és Gimnázium tanára,
- Ködöböcz Gábor irodalomtörténész, az Eszterházy Károly Katolikus Egyetem Irodalomtudományi tanszék docense,
- Lakatos Mihály író, az Emberi Erőforrások Minisztériuma osztályvezetője,
- Poós Zoltán költő, szerkesztő, a Petőfi Irodalmi Ügynökség Ifjúsági és Gyermekirodalmi Centrum újságírója,
- Tomaji Attila költő, irodalomtörténész.

### A 2021-es kitüntetettek[5]
- Magyary Ágnes író
- Farkas Wellmann Éva költő, szerkesztő
- Muszka Sándor költő, író
- Varga Melinda költő, szerkesztő,
- Madár János költő, kritikus, könyvkiadó, a népi és nemzeti irodalom értékeinek őrzője
- Medvigy Endre irodalomkutató, szerkesztő
- Bata János költő, műfordító, folyóirat-szerkesztő, a Magyar Művészeti Akadémia köztestületi tagja
- Arday Géza irodalomtörténész, író

### A 2020-as kitüntetettek[6]
- Babics Imre költő, versszerkesztő
- Gróh Gáspár irodalomtörténész, kritikus, a Magyar Művészeti Akadémia nem akadémikus tagja
- Jávor Béla író, publicista
- Mandics György író, a Magyar Művészeti Akadémia nem akadémikus tagja
- Papp Endre irodalomtörténész
- Tárnok Zoltán író, szerkesztő
- Thimár Attila irodalomtörténész, egyetemi oktató, szerkesztő
- Ugron Zsolna író részére